# Abbaye de Saint-André-de-Gouffern
L''abbaye de Saint-André-en-Gouffern est une ancienne abbaye, fondée en 1131, dont les vestiges se dressent sur la commune française de La Hoguette dans le département du Calvados, en région Normandie. Suivant les époques, on trouve Saint-André-en-Gouffern ou Saint-André-de-Gouffern qui figure sur le sceau de l'abbé Simon en 1174. Elle ne doit pas être confondue avec l'abbaye de Silly-en-Gouffern. Chaque été s'y tient des expositions.
Les vestiges de l'abbaye font l'objet d'un classement au titre des monuments historiques par arrêté du 22 septembre 1932.

## Localisation
Les restes de l'abbaye sont situés à l'orée d'un massif boisé, près du ruisseau de Trainefeuille, sur la commune de La Hoguette, dans le département français du Calvados. Le ruisseau fait communiquer sept étangs que les moines utilisaient comme viviers.

## Historique

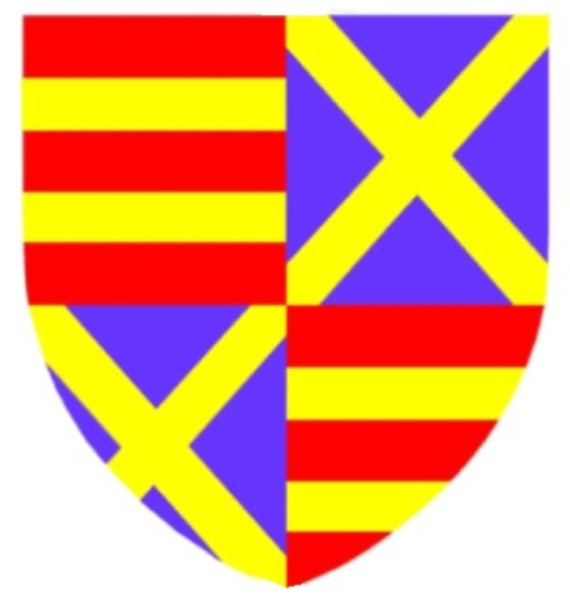
Blason de l'abbaye.

L'abbaye est fondée en 1131 par Guillaume III Talvas, comte d'Alençon et de Ponthieu, fils de Robert de Bellême qui en avait jeté les premiers fondements vers 1127. L'abbaye, sixième fille de Savigny, est dédicacée en 1143 et en 1147 elle devint cistercienne avec son abbaye-mère. En 1149 elle fonde, toute proche, l'abbaye de Tironneau qui gérera les vignobles de Normandie et du Maine.
L'abbaye a conservé ses chartes, des documents historiques et plus de 200 sceaux et contre-sceaux dans un bon état depuis le XIIe siècle.
En 1271, à la demande de l'abbé de Cîteaux, l'abbaye reçoit un os de la spatule de saint André et un morceau de bois de la vraie croix.
En 1291, Jean d'Harcourt confirme les donations de ses ancêtres. Les armes des Harcourt : de gueules à deux fasces d'or sont repris dans le blason de l'abbaye de 1696.
En 1356, lors de la guerre de Cent Ans, l'abbaye est partiellement incendiées ; les moines se réfugient à Falaise où ils possédaient une maison et où ils s'intéressaient au commerce des draps.
En 1450, l'abbaye sert de gîte à Charles VII après la prise de Caen.
Elle subit le régime de la commende, entraînant sa décadence. À la Révolution, les archives furent sauvées, mais seule une cloche fut transférée à Montabard, et l'abbaye fut rasée.

## Description

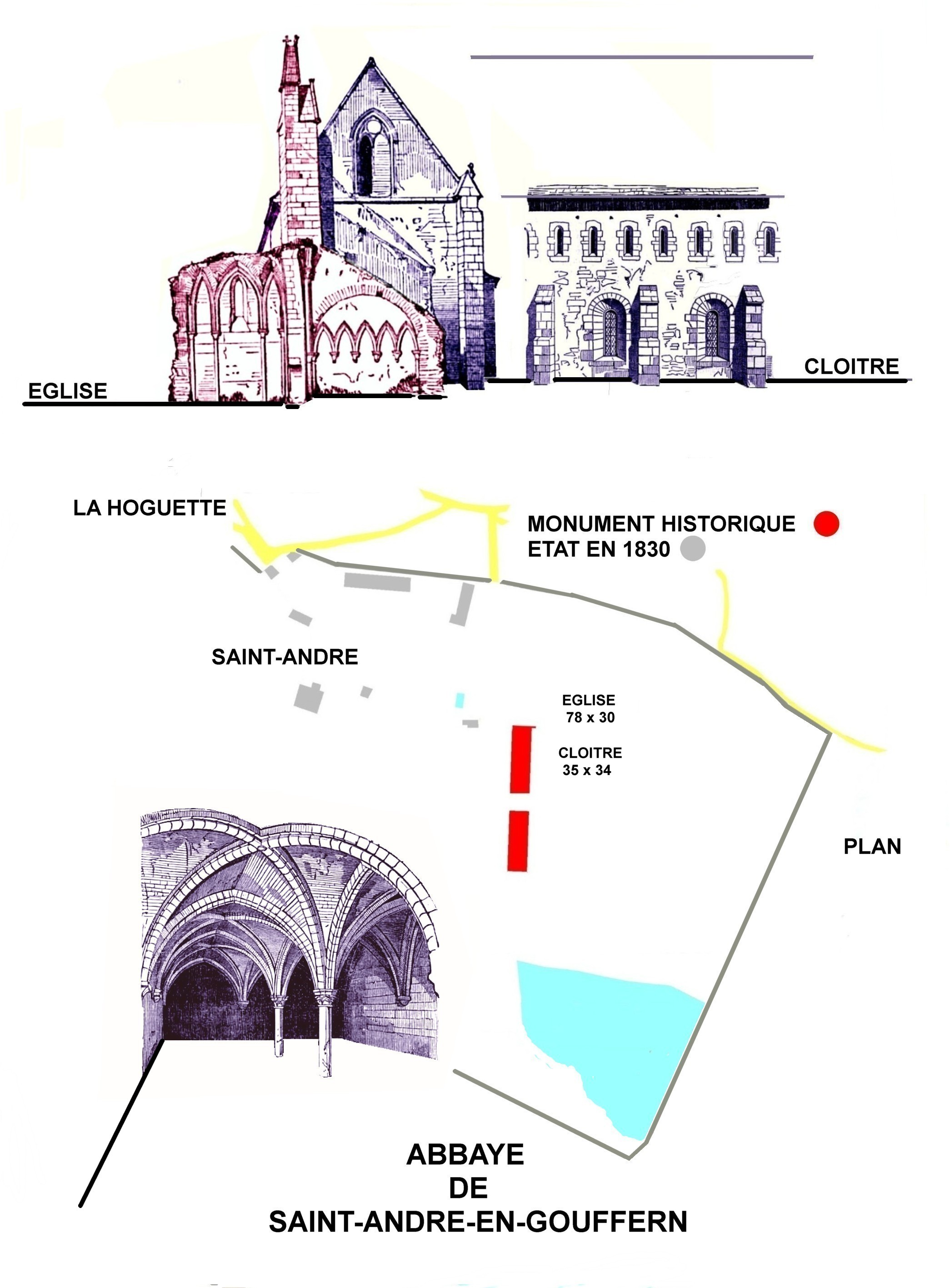

Le classement de 1932 nous décrit les vestiges : de l'abbaye il ne subsiste qu'un mur avec arcature, un contrefort et une fenêtre à meneau. Vers l'est, deux bâtiments (étable, écurie, grenier, etc.) des XIIe et XIIIe siècles sont séparés par une courette ; l'un d'eux a été remanié au XVIIe siècle. Au sud-est existe un vieux pressoir du XVe siècle à deux nefs voutées d'arêtes.
Un document nous donne les dimensions en pieds des bâtiments ainsi que les annexes de fonctionnement, les accès et les jardins mais il est difficile de reconstituer le plan de l'abbaye avec certitude :
- église : 262 × 100 ;
- cloître : 116 × 112 ;
- dortoirs : 192 × 26 ;
- logis abbatial : 70 × 27 ;
- chauffoir : 26 × 18 ;
- réfectoire : 126 × 28 ;
- chapelle Saint-André : 38 × 17 ;
- dortoirs des convers : 122 × 28 ;

De nos jours, propriétés privées (hôtellerie et aile des convers), il subsiste de l'ensemble abbatial divers bâtiments, décrits ci-après.

### L'église abbatiale
De l'église abbatiale, appuyée sur l'aile des convers, il ne subsiste que les arrachements des premières travées de style gothique. On peut voir encore quelques arcades aveugles qui retombent sur de très fines colonnettes, des chapiteaux arborant un décor végétal, ceps et feuilles de vigne.

### L'aile des convers
L'aile des convers est d'architecture romane à l'extérieur comme l'attestent ses ouvertures en plein cintre sur les deux niveaux. Mais à l'intérieur, les voûtes sur croisée d'ogives sont purement gothiques. Le mur ouest est dans sa partie basse renforcé par d'épais et larges contreforts. Le réfectoire, bien reconnaissable, date de la fin du XIIe siècle. Il est divisé en deux nefs par de fines colonnes cylindriques ornées de chapiteaux à feuille d'eau et ouvertures romanes.

### Le dortoir
Le dortoir s'éclaire par de petites fenêtres romanes.

### Le logis des hôtes
Le logis des hôtes daté du début du XIVe siècle, est consolidé par des contreforts d'angles en pierre calcaire. La grande baie à lancettes de style gothique du pignon sud a retrouvé ses vitraux ainsi que les deux baies géminées avec remplage en Y situées en dessous.
À l'intérieur, les salles sont voûtées d'arêtes avec des nervures en pénétration et reposant au centre sur deux colonnes en pierre capillaire. Les chapiteaux peu nombreux en cul-de-lampe et coupe renversée sont très simples. La charpente médiévale à la forme d'une nef de navire renversée. Elle était lambrissée et peinte avec un décor en faux appareil et frise en sanguine, ocre et jaune.

### Le cellier
Le cellier remanié sert aujourd'hui d'habitation. Il se présente sous la forme d'un logis du XVIIe siècle.

### Les extérieurs
On peut notamment voir à l'extérieur une fontaine baptismale de la fin du XIIe siècle. Les jardins sont quant à eux ouverts au public de début juillet à fin septembre.

## Les archives et les sceaux
Le fonds des archives de l'abbaye, conservé aux archives du Calvados, est particulièrement riche.
Plus de 200 sceaux et contre-sceaux sont appendus aux chartes de l'abbaye : impératrice Mathilde, échiquier d'Alençon, archevêque de Rouen, évêques de Lisieux et Séez, abbés de Troarn, du Bec, Savigny, chapitre de l'abbaye Saint-Jean-Baptiste de Falaise.
Familles : Giberville, Bailleul, Subligny, Saint-Célerin, Perteville, Corbet, Cosserville, Gouvix, Beaummais, Montgommery, Alençon, Mombray, Coucy, Garcelles, Samerville, Cully, Rosel, Carouges, Valognes, Harcourt, Bretteville, Villy,.

## Filiation et dépendances
Saint-André-de-Gouffern est fille de l'abbaye de Savigny. Les religieux en ont conservé 1 224 chartes entre la fondation de l'abbaye et 1600. Cette source rare permet de connaître l'origine et l'évolution du patrimoine composé de :
- terres : La Hoguette, Crocy, Montgaron, Beaumais, Bray, Eraines, Renémesnil, Bailleul, Combray, Courcelles, Samelle à l'exception des mines et des terres près des mines dont l'abbaye se réserve la moitié des profits, Bretteville-le-Rabet, Jael, Habloville, Sainr-Ouen, Culey, Perteville, Fresnay-le-Buffard, Chenesec, Saint-Célerin, Saint-André-de-Montgomery, Maizerets, Potigny, Coulandon, Mery, Martigny, Acqueville, Pierrefitte, Ners, Sammais, Cauvicourt, Gouvix, Breteuil, Mortagne, Galery, Centilly, Moulines, Chaumont, Bellou, Serceaux, Ouilly, Coupigny, Giberville, Livarot, Garcelle, Prairie, Moncey, Anglesqueville, Versanville, Blocqueville, Rabondanges, Routours, Sacy, Saint-Martin-du-Busq, Chancery, La Courbe, Falaise, La Bazoche, Sainte-Foix-de-Montgomery, Ronay ;
- bois en forêt de Gouffern et Montgomery, une rue à Falaise, une saline[13], une pêcherie au Goulet, des loges et places de marché à Falaise et Séez, des maisons, des manoirs, des fiefs, des tènements, des rentes, des moulins à Crocy et Chênesec ;
- vignes : Airan, La Ferté, Puit-sur-Dives, Perrières, Coupigny, Piray ;
- patronage d'église : Villy, Chancery, Mesnil-Guillaume, Vieux-Vignast, Rye, Pierrefitte, Moulins, Routours, Pont-Ecrepin, Vesqueville, Fresnay-la-Mère ;
- dîmes ou traits de dîmes : Montgaron, Grand-Mesnil, Fresnay, Montgomery, Foligny, Fresnay-en-Mer, Culey, Villy, Mesnil-Renouard, Sammais, Rye, Vesqueville, Fresnay, Bellou, Olandon, Poussy, Joé-du-Plan, Chancery, Pierrefitte, Bavent[6].

Sous le régime de la commende, en 1620, les revenus de l'abbaye sont répartis en un tiers pour les religieux et deux tiers pour les abbés qui sont tenus de payer les charges claustrales et les réparations des bâtiments.
En 1620, sur un produit annuel de 12 400 livres et sur le domaine non fieffé, la terre de Montgaroult vaut 4 000 livres, les dimes et bois 2 500 livres, les fermes de Saucey, Rougefort et Saint Leuse : 1 340 livres, les dîmes de Champcerie, Abloville et Guibray : 729 livres plus les revenus des terres défrichées et une tuilerie.

## Liste des abbés
Le premier des abbés, Raoul, vient de l'abbaye de Savigny. Suivent Roger et Simon dont le sceau ovale de 1174 représente un moine debout tenant une crosse et un livre dans la main gauche. Guillaume obtient le droit de prendre du bois dans la forêt de Gouffern. Robert, Richard, Garnier précèdent Renault qui commence en 1241 la belle église gothique qui est dédiée sous Jean de Ballou qui devient abbé de Savigny en 1261. Matthieu d'Eraines, Pierre Dondaine, Raoul de Joé-Dubois, Jean Gantée, Jean Brundos, Nicolas Le Bel, Olivier Myée, Gui Nivelle nous amènent au XVe siècle. En 1400, Jean Gosselin scelle le reçu d'une rente que l'abbaye prélève sur la recette de Falaise. Son sceau ovale : une main tenant une crosse. Jean Groignet, bachelier en théologie, le suit.

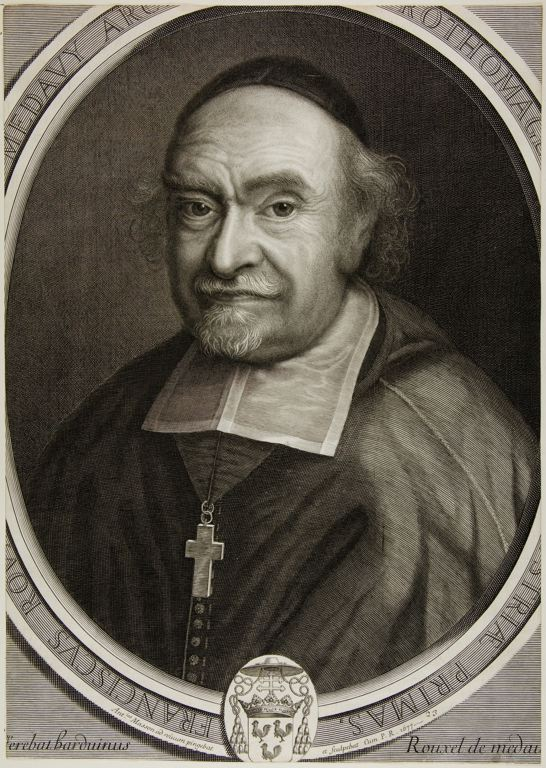
François Rouxel de Médavy.

Denys Victon accueille le roi Charles VII dans son abbaye en juillet 1450, la ville de Falaise venant d'être reprise aux Anglais. En 1456, il scelle la rente sur la recette de Falaise avec un sceau rond composé d'un écu portant deux fasces avec onze fleurs de lys (4, 4, 3) posé sur une crosse. Suivent Godefroy et Michel. Godefroy Fromont de Sérent est tué en 1495 en défendant son église. De nombreux abbés se succèdent dans cette première moitié du XVIe siècle : Matthieu Bouillie qui est déposé, Raoul de Sainte-Marie, Jean Postel, Thomas Blanchet en 1504, Jean en 1510, Fralin de Coulbœuf, Jean Fortin, Thomas Forbarbe, Pierre de Silly et Julien Le Maître, prêtre du Mans en 1556.
François de Rabodanges, abbé commendataire, se montre peu soucieux de ses devoirs, néglige les réparations à faire aux bâtiments et s'oppose à la coupe des bois du domaine. Renaud de Beaune et Claude Robine précèdent Jean Malingre qui voit en 1588 son monastère pillé par les soldats de Henri IV qui assiègent Falaise.
L'illustre famille des Médavy fournit trois abbés : François Rouxel de Médavy , évêque comte de Lisieux, décède en 1617. Son neveu Guillaume Rouxel de Médavy de Grancey, comte de Marey prend possession à douze ans de l'abbaye puis résilie entre les mains de son frère François Rouxel de Médavy de Grancey, archevêque de Rouen en 1593. Les revenus de l'abbaye sont alors de 24 000 livres.
En 1691, c'est un membre de la famille Colbert, Charles Maurice Colbert de Villecerf, fils d'Édouard Colbert de Villacerf, qui devient abbé puis N. d'Albergotti protonotaire apostolique. Après lui, le monastère est administré par des prieurs. À la Révolution, il ne reste que le prieur et six moines,.